# Stichius
Stichius Thorell, 1890 è un genere di ragni appartenente alla Famiglia Salticidae.

## Distribuzione
L'unica specie oggi nota di questo genere è stata rinvenuta nell'isola di Sumatra.

## Tassonomia
Sia l'aracnologo Roewer nel 1954 che Logunov nel 2001 hanno espresso forti dubbi sulla descrizione di questo esemplare giovanile effettuata da Thorell nel 1890, arrivando a considerarlo un nomen dubium.
Neanche i disegni effettuati da Prószynski nel 1984 sembrano fugare i dubbi sulla consistenza di questo esemplare come genere a sé; sembra piuttosto molto affine al genere Harmochirus Simon, 1885, per la forma dei pedipalpi.
A giugno 2011, si compone di una specie:
- Stichius albomaculatus Thorell, 1890[3] — Sumatra